# Luigi Comencini
Pour les articles homonymes, voir Comencini.
Luigi Comencini est un réalisateur italien, né le 8 juin 1916 à Salò (province de Brescia, Lombardie) et mort le 6 avril 2007 à Rome.
Il a dirigé les plus grands acteurs italiens, notamment Vittorio De Sica et Gina Lollobrigida dans Pain, Amour et Fantaisie (1953), film avec lequel il a contribué à lancer la comédie à l'italienne dont il a été l'un des principaux représentants avec Mario Monicelli et Dino Risi.

## Biographie

### Famille et formation

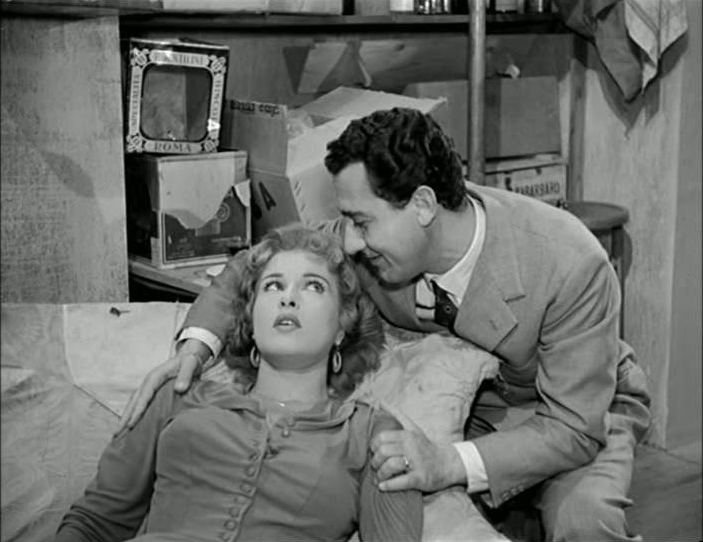
Silvana Pampanini et Alberto Sordi dans La Belle de Rome (1955).

Luigi Vitaliano Comencini naît le 8 juin 1916 à Salò,, province de Brescia. Au début des années 1920, dans le cortège de l'émigration italienne, les parents de Luigi Comencini quittent les rives du lac de Garde pour le Sud-Ouest de la France et le Lot-et-Garonne où ils s'installent à Colayrac-Saint-Cirq. Le jeune Luigi passe donc une partie de sa scolarité, de 1930 à 1934, au lycée Bernard-Palissy d'Agen,.
De retour en Italie, il étudie l'architecture à l'école polytechnique de Milan. Membre des Gruppi universitari fascisti (dont l'inscription de tout étudiant y était rendue obligatoire), il participe aux Lictoriales de l'art et de la culture dont il remporte une édition.

### Les débuts
Dès ses débuts, son court métrage Bambini in città (1946) lui vaut le Ruban d'argent et une sélection au Festival de Cannes 1946.
En 1948, son premier long métrage, De nouveaux hommes sont nés, dénote également un intérêt pour l'enfance et l'adolescence, thème qui l'accompagnera tout au long de sa carrière. Le réalisateur porte un regard critique sur ce film : « assez gauche, car réalisé avec pas assez d'expérience ».

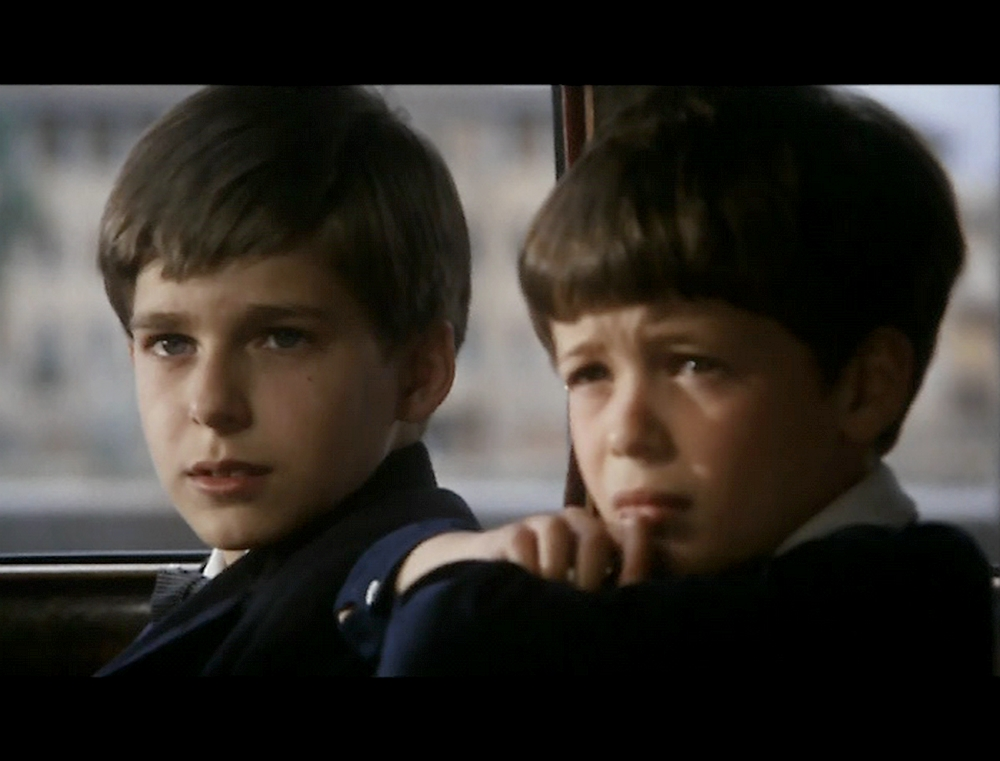
Comencini est connu comme un cinéaste de l'enfance (ici L'Incompris, 1966).

Il travaille ensuite comme architecte et critique de cinéma. Il écrit des articles notamment dans l'Avanti et le Tempo, en même temps que des scénarios. Avec son frère Gianni et Alberto Lattuada, ils fondent la Cineteca Italiana où ils réunissent les premiers fonds d'archives du cinéma italien.

### Le succès avecPain, Amour et Fantaisieen 1953

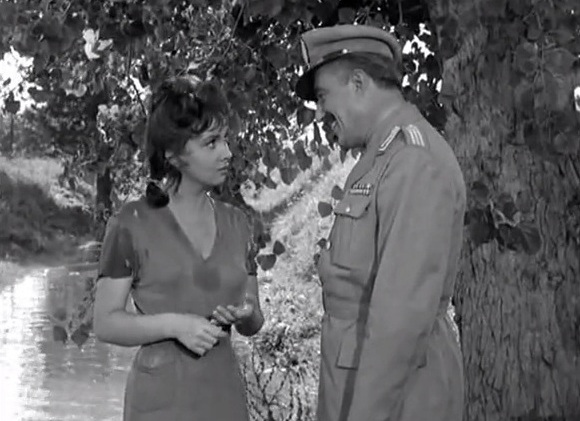
Gina Lollobrigida et Vittorio De Sica dans Pain, Amour et Fantaisie (1953).

Le premier film à succès de Luigi Comencini remonte à 1953, lorsqu'il dirige Vittorio De Sica et Gina Lollobrigida dans Pain, Amour et Fantaisie (1953), suivi l'année d'après par Pain, Amour et Jalousie. À l'occasion de ces deux films, le réalisateur porte un regard plutôt noir sur les réalités sociales de son pays à travers le personnage du chef de brigade des carabiniers venu du Nord qui prend son service dans un village pauvre du Mezzogiorno. Cette fable est pourtant accueillie par la critique d'alors comme du « néoréalisme à l'eau de rose », un malentendu que le réalisateur se fera fort de démentir dans ses films suivants.
Après quelques films en demi-teinte (hormis Tu es mon fils, 1957, sorti discrètement et considéré aujourd'hui comme l'un de ses meilleurs), il dirige Alberto Sordi dans ce qui est considéré comme son chef-d'œuvre, La Grande Pagaille (1960), une tragicomédie sur l'Italie d'après l'armistice de Cassibile. La Grande Pagaille a reçu, en plus de prix nationaux, un prix spécial au Festival international du film de Moscou 1961. Sur le thème de la Résistance, il réalise également La ragazza (1963), d'après le roman éponyme de Carlo Cassola.
Le drame L'Incompris (1966) et Casanova, un adolescent à Venise (1969) sont également de grands succès.

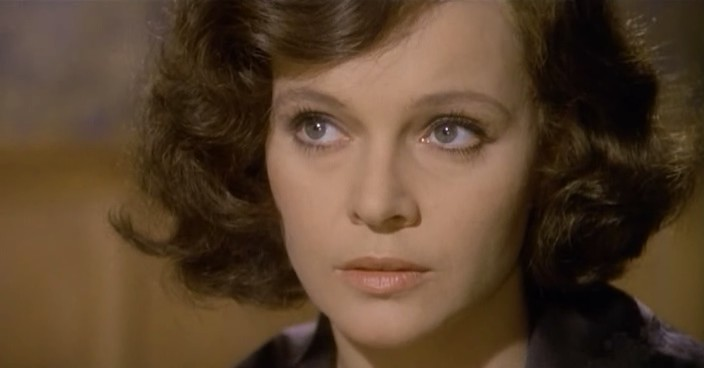
Laura Antonelli dans Mon Dieu, comment suis-je tombée si bas ? (1974).

Au sein de la comédie à l'italienne, Comencini est réputé comme faisant les films les plus grinçants, Par exemple, on peut citer : La Grande Pagaille (1960), L'Argent de la vieille (1972) ou Le Grand Embouteillage (1979).
Mais son œuvre est protéiforme : Antoine Royer écrit sur le site DVDclassik:
« La filmographie de Luigi Comencini a de quoi faire enrager les colleurs d’étiquettes ou les arrangeurs de tiroirs. En naviguant constamment d’un registre à un autre, en adoptant des approches ou des regards singulièrement différents d’un film à un autre, le cinéaste aura composé une filmographie mouvante, complexe, irréductible à toute généralisation (typiquement, la question de l’enfance, absolument essentielle, n’englobe pour autant qu’une mince partie de son travail) et parfaitement rétive aux tendances dont il s’éloignait aussitôt qu’elles s’approchaient trop près de lui. Documentaire, néoréalisme (rose ou pas), comédie policière, satire sociale, mélodrame, série télévisuelle, et donc film noir comme [La Traite des blanches (1952)] [...]. Lorsqu’il évoque cette curieuse homogénéité protéiforme (disons-le ainsi) de l’œuvre de Comencini, cette capacité à insuffler sa personnalité au moindre de ses travaux, le journaliste et historien Giorgio Gosetti évoque, lui, un "don magique". L’expression peut sembler bien commode... mais on peine à trouver mieux ».
À cheval sur le tigre (1961), cette peinture d'un sans-grade de la vie carcérale, serait une « dénonciation de la manière dont la société corrompt un homme bon et pauvre ». Le Grand Embouteillage (1978), où figurent  Alberto Sordi, Annie Girardot, Marcello Mastroianni, Gérard Depardieu, Miou-Miou et Patrick Dewaere, serait une « farce tragique, mais aussi un appel au secours que Comencini a enfermé dans la bouteille à la mer du cinéma ».

### Les documentaires et téléfilms pour la Rai

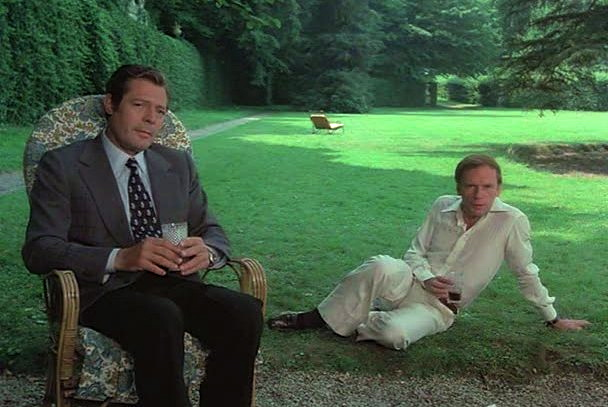
Marcello Mastroianni et Jean-Louis Trintignant dans La Femme du dimanche (1975).

#### I bambini e noien 1970
I bambini e noi, divisé en six épisodes, a été réalisé pour la Rai en 1970, et diffusée en 1978 avec l'ajout de quelques enregistrements ultérieurs. Comencini a interrogé 
des enfants de différentes régions italiennes et de différentes conditions sociales, mais principalement les plus pauvres, en leur rendant visite à la périphérie des grandes villes ou à la campagne. Il déclare : 
« Je ne me suis jamais mis dans la position de quelqu'un qui veut "illustrer" ses idées, mais j'ai essayé de me faire une idée à travers l'examen de la réalité ». I bambini e noi, qui a inspiré une grande partie de sa production ultérieure, est considéré comme « une déchirure dans la carrière de Comencini, une lacération par laquelle le réel s'introduit dans son cinéma, contaminant la fiction, la rendant malade de la réalité ». L'un des enfants interrogés, Domenico Santoro, jouera en 1972 le rôle de Lucignolo dans le feuilleton télévisé Les Aventures de Pinocchio.

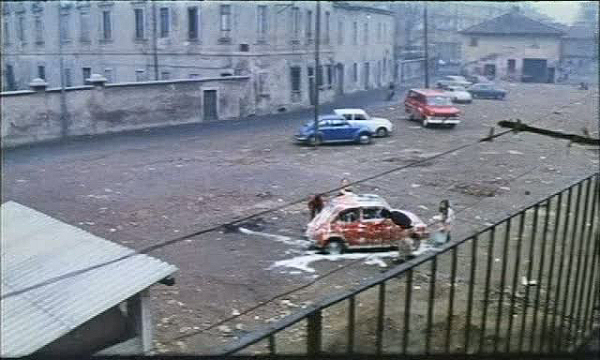
Dans ses fictions ou ses documentaires, Comencini ne se prive pas de filmer les quartiers délabrés et pauvres (ici dans Un vrai crime d'amour, 1974).

Luigi Comencini réalise ensuite les feuilletons à succès : Les Aventures de Pinocchio (1972), Cuore (1984) et La storia (1986).
Les Aventures de Pinocchio sont considérés comme un hymne à l'insoumission, l'actrice Gina Lollobrigida se plaignant d'avoir été embarquée dans « un Pinocchio communiste ».

#### L'amore in Italiaen 1978
Luigi Comencini est à nouveau engagé par la Rai en 1976 pour un documentaire sur l'éros « vu » par l'Italien moyen. L'enquête, intitulée L'amore in Italia, a été diffusée en décembre 1978 par la Rai Uno en cinq épisodes et a été signée également, en tant que coauteurs, par Fabio Pellarin et Italo Moscati. Les interviews ont été filmées dans toute l'Italie entre février 1977 et avril 1978. À la suite de sa diffusion, en 1979, un livre, portant le même titre, est publié par Arnoldo Mondadori Editore, reprenant les interviews, y compris celles qui n'ont pas été diffusées.
Ses derniers films sont : Eugenio (1980), L'Imposteur (1982), Un enfant de Calabre (1987), Joyeux Noël, bonne année (1989) et Marcellino (1991), le remake de Marcelin, Pain et Vin (1955) de Ladislas Vajda.
Il prend congé après ce dernier film en raison de l'aggravation de sa maladie de Parkinson diagnostiquée une quinzaine d'années plus tôt.

### Mort
Après avoir publié son livre autobiographique : Infanzia, vocazione, esperienze di un regista (1999), Luigi Comencini meurt à Rome le 6 avril 2007, à l'âge de 90 ans,. Il est enterré au cimetière Flaminio.

## Vie privée
Luigi Comencini épouse la princesse Giulia Grifeo di Partanna avec laquelle il a quatre filles : la chef-décoratrice Paola (née en 1951), les réalisatrices Cristina (née en 1956) et Francesca (née en 1961) — qui ont collaboré à la réalisation de sa dernière œuvre, Marcellino — et la directrice de production Eleonora,. Son petit-fils, Carlo Calenda, fils de Cristina, a été ministre dans les gouvernements Renzi et Gentiloni.
Son épouse Giulia Grifeo di Partanna est décédée en 2018.

## Filmographie

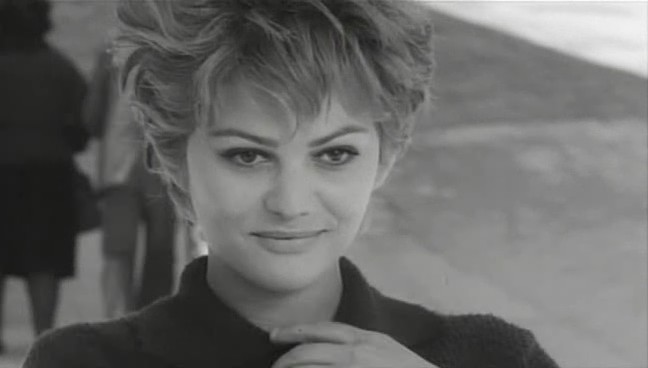
Claudia Cardinale dans La ragazza (1963).

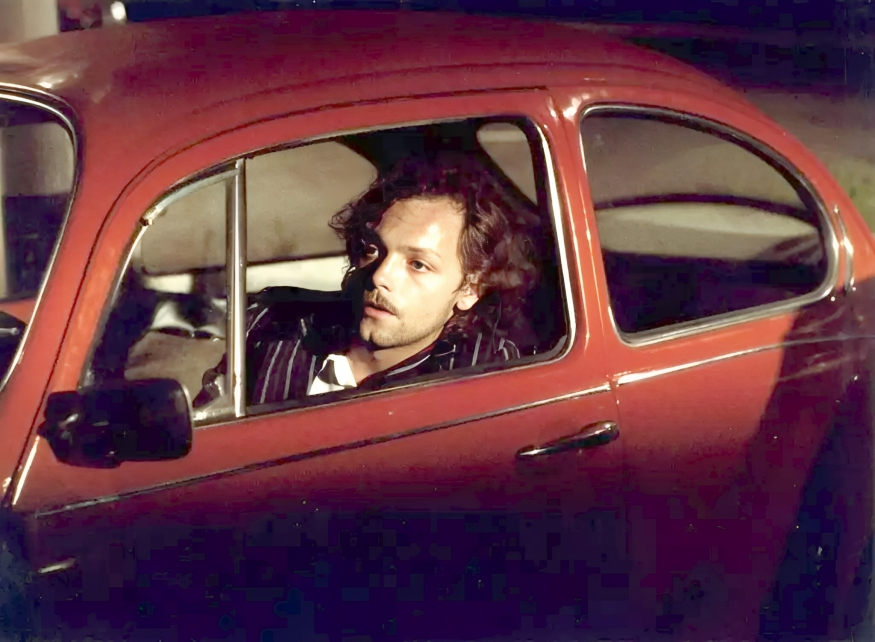
Patrick Dewaere lors du tournage du film Le Grand Embouteillage en 1978 à Cinecittà, en Italie.

### Cinéma
- 1937 : La novelletta (documentaire)
- 1946 : Bambini in città (documentaire)
- 1948 : De nouveaux hommes sont nés (Proibito rubare)
- 1949 : L'Empereur de Capri (L'imperatore di Capri)
- 1950 : L'ospedale del delitto (court métrage)
- 1950 : Il museo dei sogni (court métrage)
- 1951 : Les Volets clos (Persiane Chiuse)
- 1952 : La Traite des blanches (La tratta delle bianche)
- 1952 : Heidi
- 1953 : La valigia dei sogni
- 1953 : Pain, Amour et Fantaisie (Pane, amore e fantasia)
- 1954 : Pain, Amour et Jalousie (Pane, amore e gelosia)
- 1955 : La Belle de Rome (La bella di Roma)
- 1956 : Tu es mon fils (La finestra sul Luna Park)
- 1957 : Maris en liberté (Mariti in città)
- 1958 : Épouses dangereuses (Mogli pericolose)
- 1959 : Lendemain de week-end (Und das am Montagmorgen)
- 1959 : Les Surprises de l'amour (Le sorprese dell'amore)
- 1960 : La Grande Pagaille (Tutti a casa)
- 1961 : À cheval sur le tigre (A cavallo della tigre)
- 1962 : Le Commissaire (Il commissario)
- 1963 : La ragazza (La ragazza di Bube)
- 1964 : Pour trois nuits d'amour (Tre notti d'amore), segment Fatebenefratelli
- 1964 : Ma femme (La mia signora), segment Eritrea
- 1965 : Les Poupées (Le bambole), segment Il trattato di eugenetica
- 1965 : Une fille qui mène une vie de garçon (La bugiarda)
- 1965 : Don Camillo en Russie (Il compagno Don Camillo)
- 1967 : L'Incompris (Incompreso)
- 1968 : Les Russes ne boiront pas de Coca-Cola (Italian Secret Service)
- 1969 : Casanova, un adolescent à Venise (Infanzia, vocazione e prime esperienze di Giacomo Casanova, Veneziano)
- 1969 : Senza sapere niente di lei
- 1972 : L'Argent de la vieille (Lo scopone scientifico)
- 1974 : Un vrai crime d'amour (Delitto d'amore)
- 1974 : Mon Dieu, comment suis-je tombée si bas ? (Mio Dio, come sono caduta in basso!)
- 1975 : Les Aventures de Pinocchio (Le avventure di Pinocchio) (version cinéma de 135 minutes)
- 1975 : La Femme du dimanche (La donna della domenica)
- 1976 : Mesdames et messieurs, bonsoir (Signore e signori, buonanotte)
- 1976 : Gardez-le pour vous (Basta che non si sappia in giro), segment L'equivoco
- 1976 : La Fiancée de l'évêque (Quelle strane occasioni), segment L'ascensore
- 1977 : Qui a tué le chat ? (Il gatto)
- 1979 : Le Grand Embouteillage (L'ingorgo - Una storia impossibile)
- 1980 : Eugenio (Voltati Eugenio)
- 1982 : L'Imposteur (Cercasi Gesu)
- 1984 : Cuore (version cinéma de 115 minutes)
- 1987 : La storia (version cinéma de 135 minutes)
- 1987 : Un enfant de Calabre (Un ragazzo di Calabria)
- 1988 : La Bohème
- 1989 : Joyeux Noël, bonne année (Buon Natale… buon anno)
- 1991 : Marcellino (Marcellino, pane e vino)

### Télévision
- 1970 : I bambini e noi (documentaire en 6 épisodes)
- 1972 : Les Aventures de Pinocchio (Le avventure di Pinocchio) (version télévisée de 321 minutes)
- 1978 : L'amore in Italia (documentaire)
- 1983 : Dieci registi italiani, dieci racconti italiani, segment Il matrimonio di Caterina
- 1984 : Cuore (version télévisée de 360 minutes)
- 1987 : La storia (version télévisée de 240 minutes)
- 1988 : Les Français vus par les Français, segment Pèlerinage à Agen

## Distinctions

### Prix cinématographiques
- 43e Mostra internationale d'art cinématographique de Venise : Prix Pietro Bianchi
- 44e Mostra internationale d'art cinématographique de Venise : Lion d'or pour l'ensemble de sa carrière.
- Berlinale 1954 : Ours d'argent - Pain, amour et fantaisie
- Prix David di Donatello 1967 : Meilleur réalisateur - L'Incompris
- Ruban d'argent :
  - 1947: meilleur documentaire - Bambini in città
  - 1982: meilleur sujet original - L'Imposteur

### Distinctions
- 1996 : chevalier grand-croix de l'ordre du Mérite de la République italienne[24]
- 1987 : grand officier de l'ordre du Mérite de la République italienne[25]

## Rétrospectives
- 2013 : « Intégrale Luigi Comencini » à la cinémathèque française à Paris[26].